# Villa Unión (Coahuila)
Villa Unión es una población del noreste del estado mexicano de Coahuila de Zaragoza, cabecera del municipio de Villa Unión.

## Historia
Villa Unión tiene su origen en la unificación de dos poblaciones en 1927, estas dos poblaciones anteriores eran Rosales y Gigedo.
La población de Rosales se remonta a la época del virreinato de Nueva España del establecimiento de las misiones de Coahuila. La misión Dulce Nombre de Jesús de Peyotes tiene sus orígenes en 1674, siendo 1698 su año de fundación.De esta época data la devoción al Santo Niño Jesús de Los Peyotes, de gran arraigo en la región. Sin embargo, esta misión no perduró, y  en 1737 el padre  Antonio Rodríguez fundó la misión San Francisco de Vizarrón avecindando a los coahuilas pausana y tampajuaya. Su nombre se debía al virrey Juan Antonio Vizarrón y Eguiarreta. Ambas misiones habían sido propiciadas por los franciscanos de la provincia de Santiago de Xalisco hasta 1781 cuando pasó a depender del Colegio Apostólico de San Francisco de Pachuca. La misión de San Francisco de Vizarrón se consolidó como población.El 14 de febrero de 1868 fue elevada a la categoría de Villa con el nombre de Rosales, en honor al insurgente Víctor Rosales.
La población de Gigedo se fundó como la villa de San Pedro de Gigedo el 19 de agosto de 1749 por el gobernador de la provincia de Coahuila, Pedro de Rábago y Terán. Su nombre se debe Juan Francisco de Güemes y Horcasitas, conde de Revillagigedo, virrey de la Nueva España. Fue una de las pocas villas fundadas como tal en los territorios novohispanos de Coahuila y Texas, como lo fuera San Fernando de Béxar (actual San Antonio, EE. UU.) o San Fernando de Austria (actual Zaragoza, Coahuila), fundada en 1753. En el siglo XIX recibió el nombre de General Naranjo, en honor de Francisco Naranjo.
Finalmente en el año de 1927 se decretó la unificación de ambas poblaciones, por entonces prácticamente conurbadas y la población resultante recibió entonces el nombre de Villa Unión.

## Localización y población
Villa Unión se encuentra en la zona noreste del estado de Coahuila en las coordenadas 28°13′15″N 100°43′26″O / 28.22083, -100.72389 y a una altitud de 380 metros sobre el nivel del mar, se encuentra a 19 kilómetros al sureste de Allende, con la que se comunica por carretera y en la cual enlaza con la Carretera Federal 57, de donde se encuentra a 70 kilómetros al norte la ciudad de Piedras Negras y a unos 60 kilómetros al sur las ciudades de Nueva Rosita y Sabinas.
Cuenta con 5443 habitantes lo que representa un incremento promedio de 0.18% anual en el período 2010-2020 sobre la base de los 5350 habitantes registrados en el censo anterior. Ocupa una superficie de 6.149 km², lo que determina al año 2020 una densidad de 885,2 hab/km².
| Gráfica de evolución demográfica de Villa Unión entre 2000 y 2020 |
|                                                                   |
| Fuente: Instituto Nacional de Estadística Geografía e Informática |

En el año 2010 estaba clasificada como una localidad de grado bajo de vulnerabilidad social.
La población de Villa Unión está mayoritariamente alfabetizada (1.84% de personas analfabetas al año 2020) con un grado de escolarización en torno de los 8.5 años.